# Kramatorsk
Kramatorsk (ucraïnès: Краматорськ, Kramators'k, rus: Краматорск, Kramatorsk) és una vila industrial capital administrativa de facto de l'óblast de Donetsk, a Ucraïna oriental. La seva població era de 164.283 habitants el 2013.

## Geografia
Kramatorsk es troba a la conca minera del Donbàs. Està regat pel Kazenni Torets (en ucraïnès: Казенний Торець), un afluent del Donets, i es troba al nord-oest de la ciutat de Donetsk, a 542 km al sud-est de Kíiv. És part d'una regió altament urbanitzada, que també inclou les ciutats de Sloviansk, 12 km al nord i Drujkivka, 10 km al sud.

## Història
La vila de Kramatorsk té com a origen una petita estació de ferrocarril de 1868. Al voltant de l'estació, es van construir una escola, una oficina de correus i telègrafs. A continuació, l'estació va ser ampliada amb la construcció d'una nova línia ferroviària. Al poble van començar a funcionar petites empreses metal·lúrgiques, un molí de vapor, un molí fariner i tallers de ferreria. El 1892, la societat alemanya « V. Fitzner i K. Gamper » va començar la construcció d'una fàbrica de construccions mecàniques que fabricà l'equipament senzill per als ferrocarrils i les mines. El 1898 els alts forns van començar a produir ferro.
A principis del segle xx, Kramatorsk depassava els 12,000 habitants i tenia un hospital i dues escoles. La ciutat es va modernitzar a poc a poc i posseïa una central telefònica interurbana, un club de futbol i una sala de cinema poc abans de la Primera Guerra Mundial.
La fàbrica de construccions mecàniques es dotà d'un Forn Martin el 1905 i la seva producció de ferro colat va atènyer les 159.000 tones el 1911, i la d'acer les 60.000 tones. La planta va començar a especialitzar-se en la fabricació d'equips per a plantes metal·lúrgiques i mines de carbó. En els tallers, també es reparaven locomotores i vagons de ferrocarril. El 1917, durant la Primera Guerra Mundial, a causa de la falta de diners per fer els pagaments als treballadors i personal d'enginyeria i tècnic, la direcció va emetre unes bitllets bancaris temporals en denominacions d'1, 3, 5, 10, 25 i 100 rubles. Interrompuda durant la Guerra Civil, la producció es va reprendre el 1920.

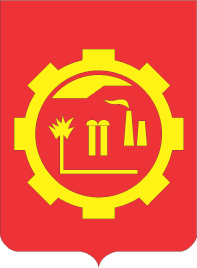
Blasó de Kramatorsk a l'època de l'URSS

El 1926, Kramatorsk va ascendir a la categoria de comuna urbana. El 1929 en el marc del Primer Pla Quinquennal, es va decidir crear la gran fàbrica de construcció de maquinària pesant Novokramatorsk. El 1934, la planta, coneguda com la NKMZ (ucraïnès: Новокраматорський машинобудівний завод transcrit NovokramatorsKi Maixinobudivni Zavod traduïble com a "Planta de maquinària Novokramatorsk"), va començar la fabricació d'equips per als forns Martin, alts forns, trens de laminació, equips de mineria i bateries de forns de coc. La central elèctrica Dnieprogues, les plantes d'acer Zaporojstal i Amurstal el combinat metal·lúrgic de Magnitogorsk i el metro de Moscou van ser així parcialment equipats per la fàbrica NKMZ.
El 1937 va entrar en servei la primera línia de tramvia de la ciutat. El mateix any es va crear l'Escola Tècnica Superior de Mecànica de Kramatorsk. La vigília de la Segona Guerra Mundial Kramatorsk tenia 94,000 habitants, més de 30.000 treballadors i 5.000 tècnics i enginyers. Una àrea anomenada Novokramatorsk va ser construïda pels treballadors de la fàbrica NKMZ.
Després de la invasió de la Unió Soviètica per part de l'Alemanya Nazi la ciutat Kramatorsk ser ocupada per les tropes alemanyes el 20 d'octubre del 1941. Una contraofensiva de l'Exèrcit Roig va alliberar la ciutat durant diverses setmanes abans del retorn dels alemanys a finals del mes de febrer del 1942. La ciutat va ser finalment alliberada el 6 de setembre del 1943.
Després de la Segona Guerra Mundial, els negocis destruïts van ser reconstruïts i es van posar en servei noves plantes industrials a Kramatorsk (Energomasspetsstal, Elektrolampovi, Alfa, etc.). El 1965, es va inaugurar el Palau de la Cultura i de la tècnica NKMZ. Tres anys més tard es va celebrar el centenari de la creació de Kramatorsk.
A les eleccions presidencials ucraïneses de 2004 la ciutat van votar en un 87,94% per Víktor Ianukóvitx candidat del Partit de les Regions, favorable al manteniment d'estretes relacions amb Rússia, mentre Víktor Iúsxenko, candidat del partit Unió Popular la Nostra Ucraïna, va rebre només el 9,35% dels vots.

### Agitacions d'abril-juliol 2014
Després de l'EuroMaidan (2013-2014), l'alcaldia «cau en mans» dels partidaris del federalisme d'Ucraïna el 13 d'abril del 2014. El president interí Turtxínov anuncià el 14 d'abril del 2014 l'inici de les «operacions antiterroristes», després de rebre el suport dels seus aliats occidentals. L'exèrcit ucraïnès desplegà el 15 abril del 2014 helicòpters per al transport de tropes. Al vespre del 15 d'abril del 2014, de quatre a onze civils, segons les fonts, haurien estat morts en els combats a l'aeròdrom de Kramatorsk, informacions desmentides l'endemà El petit aeròdrom local va ser capturat pels militars lleials a Kíiv, després de violents combats. Les milícies prorusses blocaren al final del dia 16 l'avanç d'una columna de deu vehicles enviats pel govern des d'una base de Dnipropetrovsk. El 17 d'abril, el govern va prohibir el trànsit als homes russos de 16 a 60 anys a Ucraïna i el 18 d'abril va tallar les retransmissions de la televisió russa a Kramatorsk i a altres viles. El 3 de maig, sis persones van perdre la vida en el transcurs dels combats. El 14 de maig, set militars de l'exèrcit ucraïnès van morir en una emboscada prop de Kramatorsk. El 16 de juny del 2014, una desena de civils van perdre la vida i un nombre indeterminat van quedar ferits en un assalt dut a terme per les forces governamentals, prop de Kramatorsk. La vila fou presa finalment per l'exèrcit regular ucraïnès el 5 de juliol del 2014.

### Guerra d'invasió russa d'Ucraïna
Un mes després de l'inici de la invasió d'Ucraïna per part de Rússia, la població civil fou cridada a abandonar la ciutat davant els combats imminents a la part de la regió de Donetsk controlada per Ucraïna.
El 8 d'abril, dos míssils tipus OTR-21 Tochka van colpejar l'estació central de tren, en què una munió de civils s'amuntegaven a les andanes, fugint de les zones de combat. L'atac va deixar 57 morts i 109 ferits.
Aquest bombardeig va despertar emoció a tot el món, inclosa la reacció del president dels Estats Units, Joe Biden, i del ministre d'Afers Exteriors francès, Jean-Yves Le Drian, que van qualificar aquest bombardeig de "crim contra la humanitat".

## Població

### Demografia
La població de Kramatorsk depassà els 200.000 habitants a principis dels anys 1990, però les greu dificultats econòmiques posteriors a la independència d'Ucraïna comportaren un declivi demogràfic. La població total de la municipalitat (міськрада, mis'krada) de Kramatorsk era de 197.752 habitants el 2013.
Censos o estimacions de població:
| 1923 | 1926  | 1933  | 1939  | 1959   | 1970   | 1979   | 1989   | 1994   | 2001   | 2009   | 2010   | 2011   | 2012   | 2013   |
| ---- | ----- | ----- | ----- | ------ | ------ | ------ | ------ | ------ | ------ | ------ | ------ | ------ | ------ | ------ |
| 6476 | 12305 | 78000 | 94114 | 115385 | 149832 | 178163 | 198094 | 202700 | 181025 | 169077 | 167850 | 166284 | 165469 | 164283 |

### Composició ètnica
Segons el cens 2001, la població a Kramatorsk es dividia en un 70,2% ucraïnesos, 26,9% russos, 0,7% belarussos, 0,6% armenis, 0,2% àzeris i, 0,1% jueus.
El rus és la llengua materna del 63,4% de la població i l'ucraïnès del 36,0%. L'idioma rus és parlat i entès per les dues comunitats lingüístiques.

## Il·lustracions

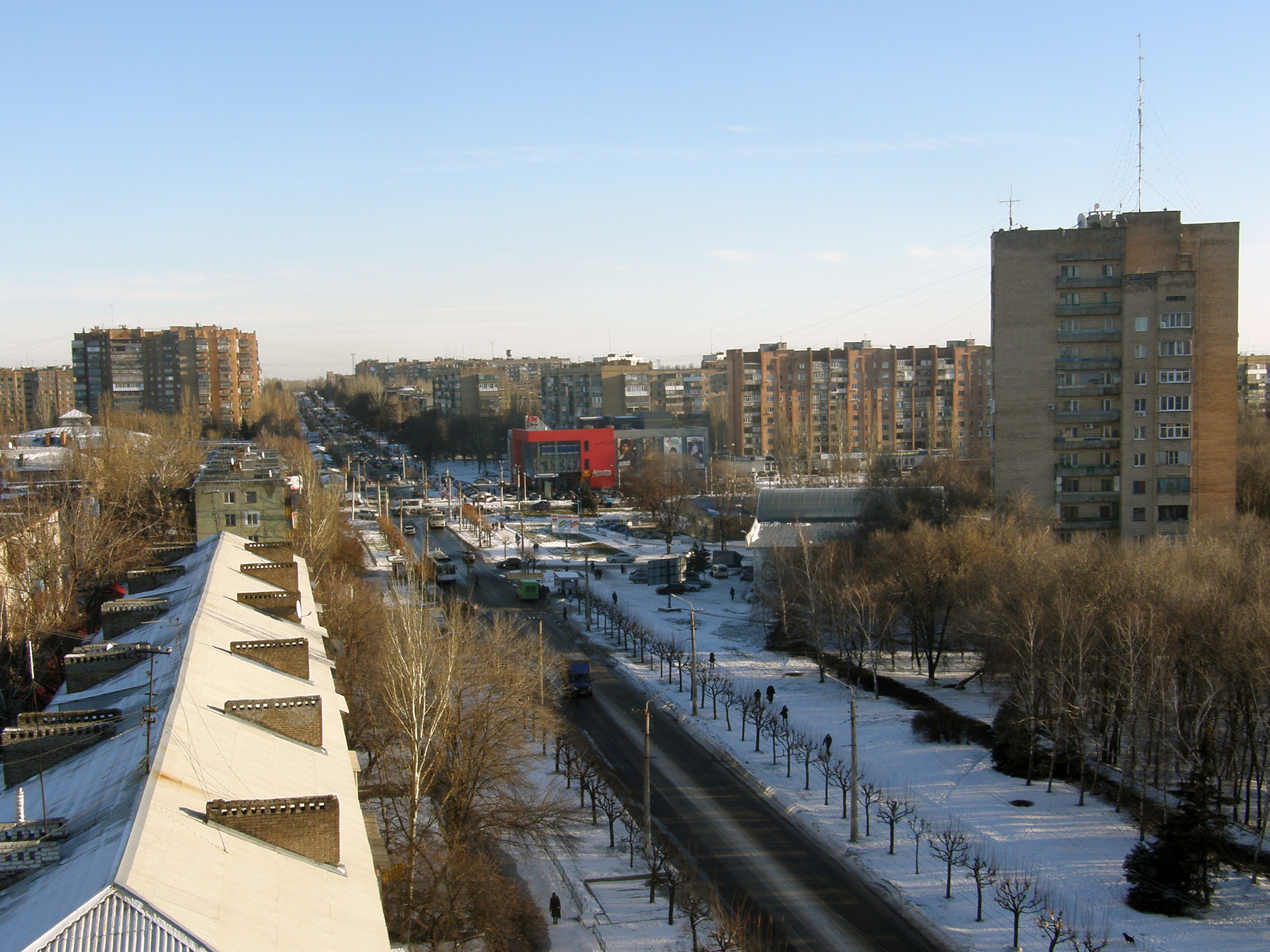
Vista del carrer del Parc (Parkovaia)
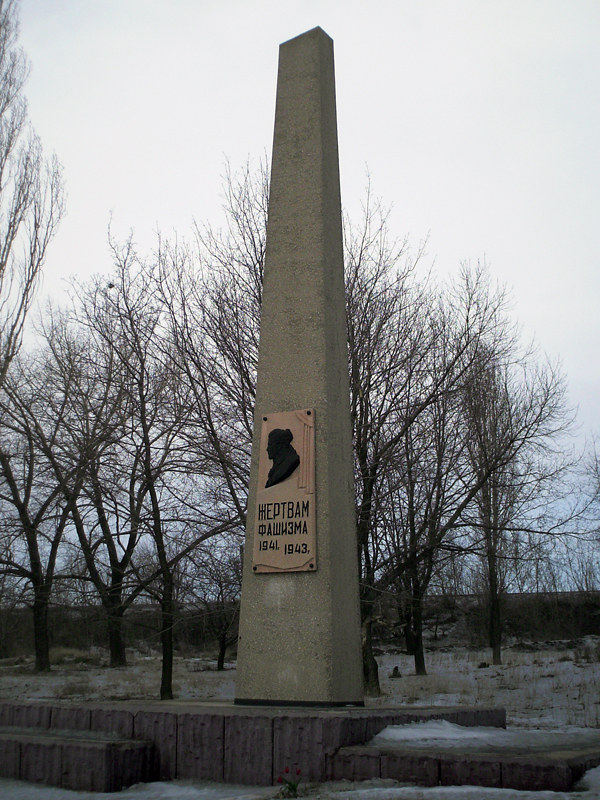
Obelisc en honor de les víctimes del nazisme, al peu de la muntanya Melovaia
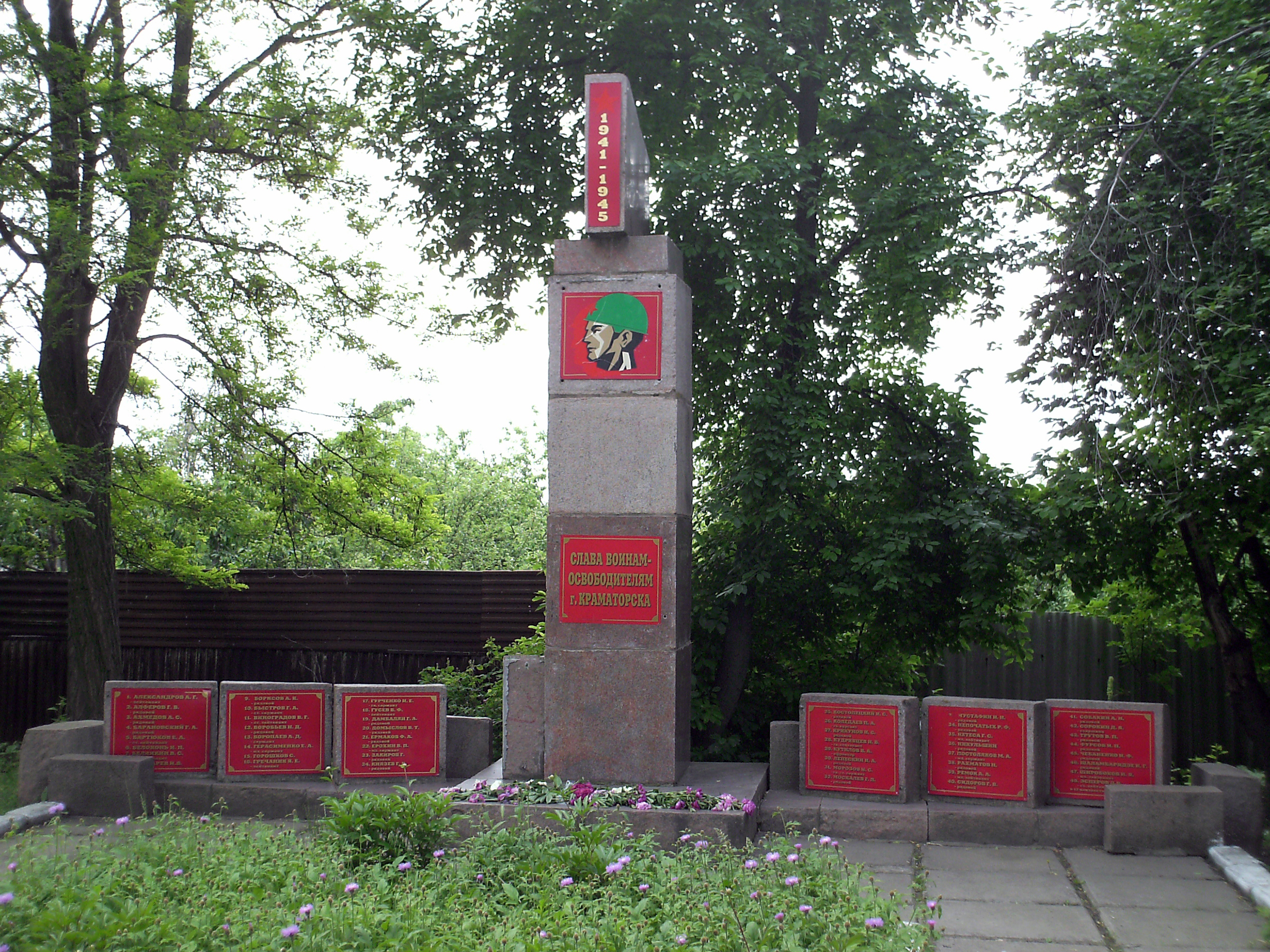
Monument als morts de seixanta soldats de l'Exèrcit Roig a l'escola n° 18
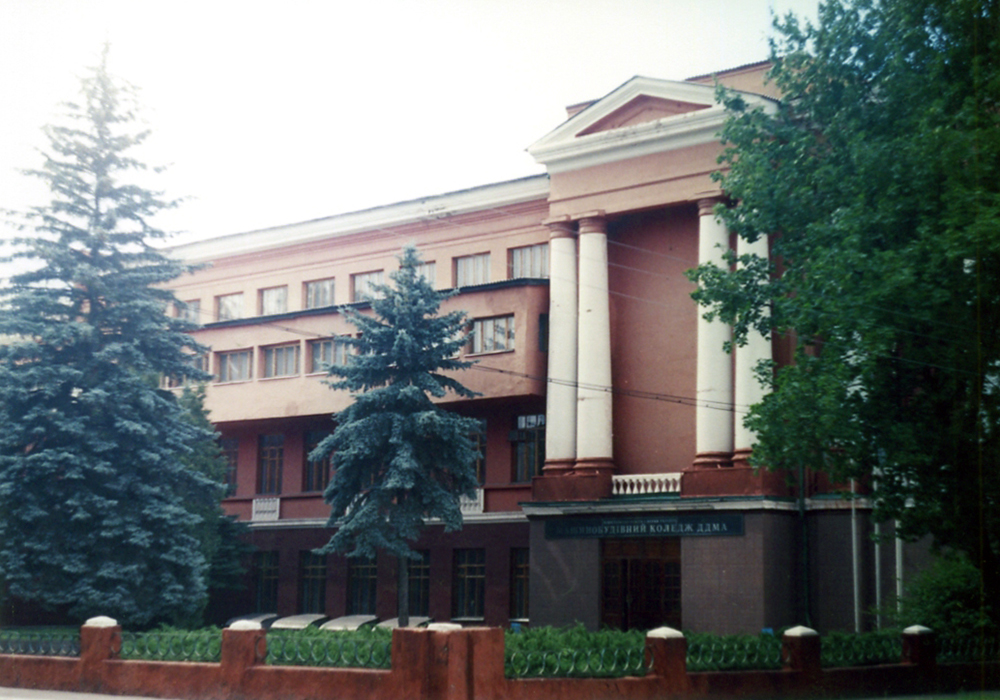
Escola universitària de construcció mecànica DDMA
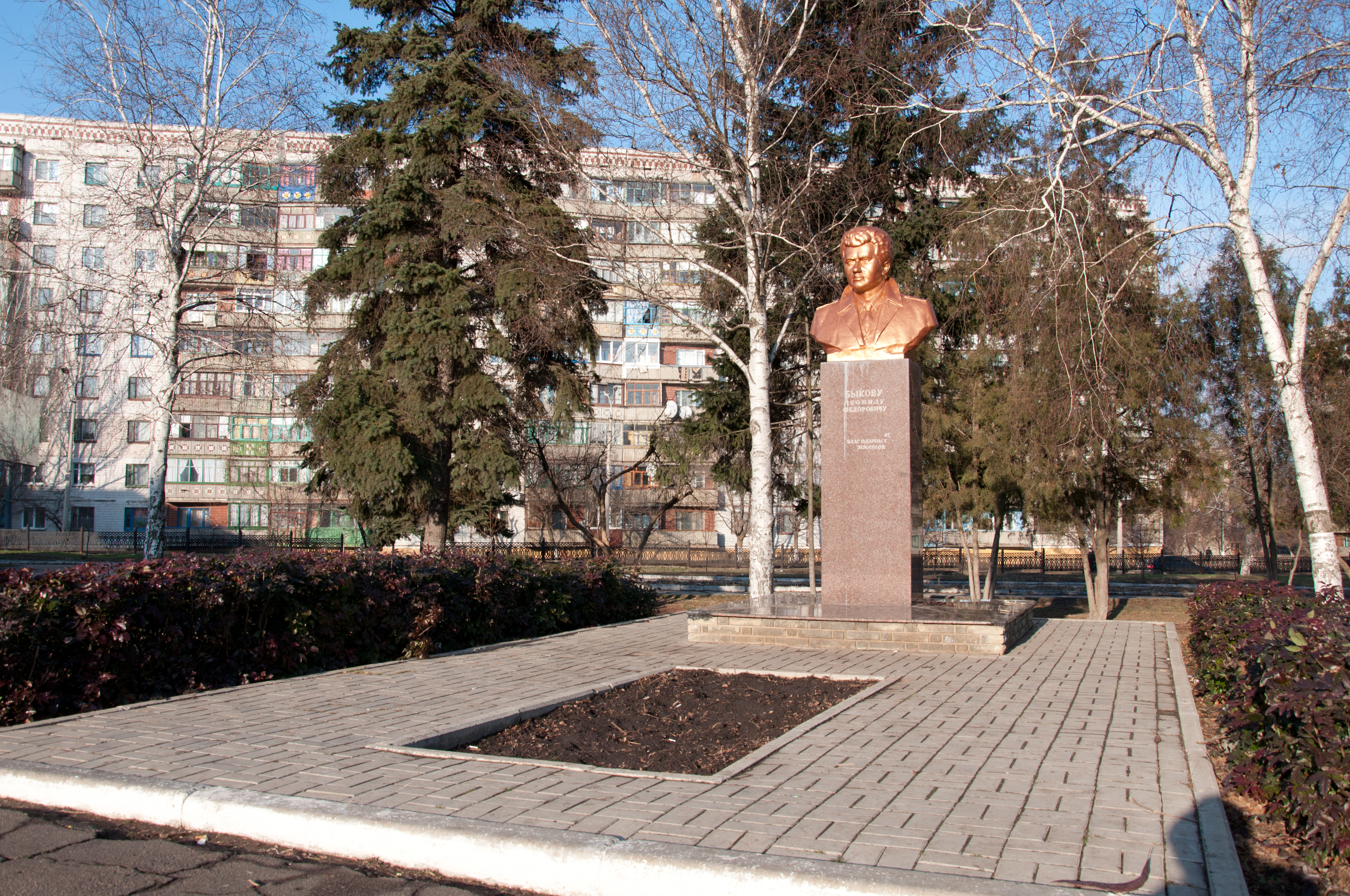
Bust de l'actor Leonid Bíkov (1928-1979), que va viure a Kramatorsk
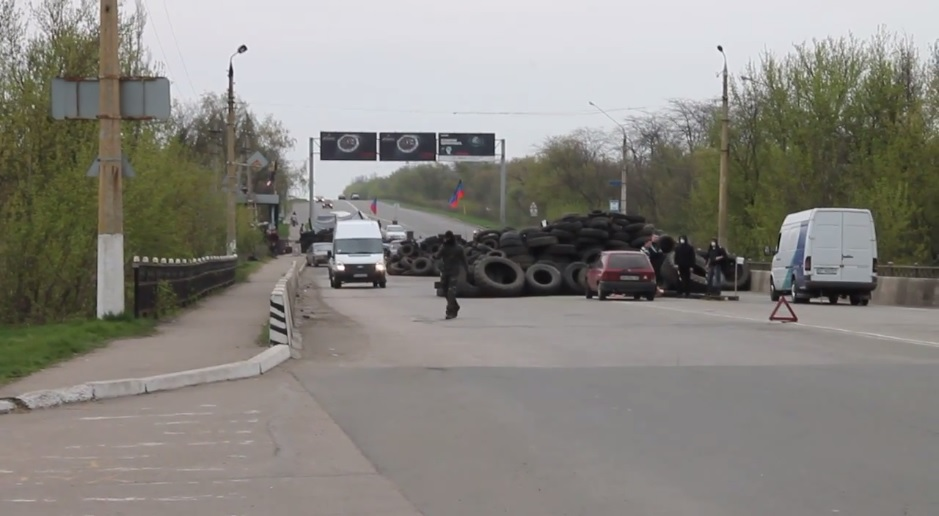
Primavera 2014 punt de pas a la sortida de la ciutat en mans dels partidaris de la república separatista de Donetsk

## Personalitats notables
Són nascuts a Kramatorsk:
- Zahar Efimenko, jugador d'escacs
- Katerina Lahnó, jugadora d'escacs
- Oleksandr Rjavski, polític ucraïnès

Han viscut i treballat a Kramatorsk:
- Ruslan Ponomariov, jugador d'escacs
- Leonid Bíkov, (1928-1979) actor i director de cinema soviètic